# Mrhal
Mrhal je rybník v katastrálních územích obcí Hlincová Hora a Jivno. Nachází se na Rudolfovském potoce. Rybník má rybochovný význam, zároveň patří mezi nejpůvabnější sportovně-rekreační lokality v okolí Českých Budějovic. Jsou zde ideální podmínky pro rybolov.

## Vodní režim
Rybník Mrhal je průtočný rybník, který má dva přítoky – ze severovýchodu do něj přitéká Rudolfovský potok a vytváří Jivenskou zátoku a z jihu přitéká bezejmenný potok protékající rybníky Čekal, Bendík, Nosovský, Bahnitý a Hluboký a na Mrhalu vytváří Hlincohorskou zátoku. Délka vzdutí vodní hladiny je cca 530 m. Hloubka rybníka dosahuje u paty hráze až 15 m. Mohutná hráz je součástí západního břehu, má délku 250 m a v základu měří 17 m. Výpusť z Mrhalu je na severním konci hráze a vytéká jí Rudolfovský potok, který pod Mrhalem vytváří několikametrový vodopád.

## Historie
Dnešní rybník Mrhal byl založen roku 1555 (podle Jiřího Křivánka roku 1550) jako zdroj vody pro pohon důlních a čerpacích strojů v Rudolfovském rudném revíru. Rybniční hráz (její současná výška je 17 m) tehdy stavěli Vlaši. Rybník byl nazván Mörderteich, neboť krátce po dostavbě došlo na hrázi k vraždě sedláka. České jméno bylo původně Mrdal, teprve od 19. století Mrhal. S úpadkem těžby v 17. století byl rybník poškozen a přestal sloužit svému účelu. O jeho obnově bylo uvažováno již roku 1733, ale oprava rybniční hráze a celková obnova Mrhalu byla uskutečněna až roku 1771 na náklady města České Budějovice. Vzhledem ke své nadmořské výšce cca 510 m n. m. byl po obnově využíván k napájení vodních náhonů těžních strojů nejen v Rudolfově, ale díky důmyslné síti stok i v Dobré Vodě u Českých Budějovic. Rybník byl 3. května 1958 vyhlášen kulturní památkou. V roce 1961 byl rybník naposledy vypuštěn. Od roku 1996 je rybník ve vlastnictví Rybolov CB, s.r.o. a slouží ke koupání a rybaření jako soukromý revír.

### Vypuštění a oprava hráze

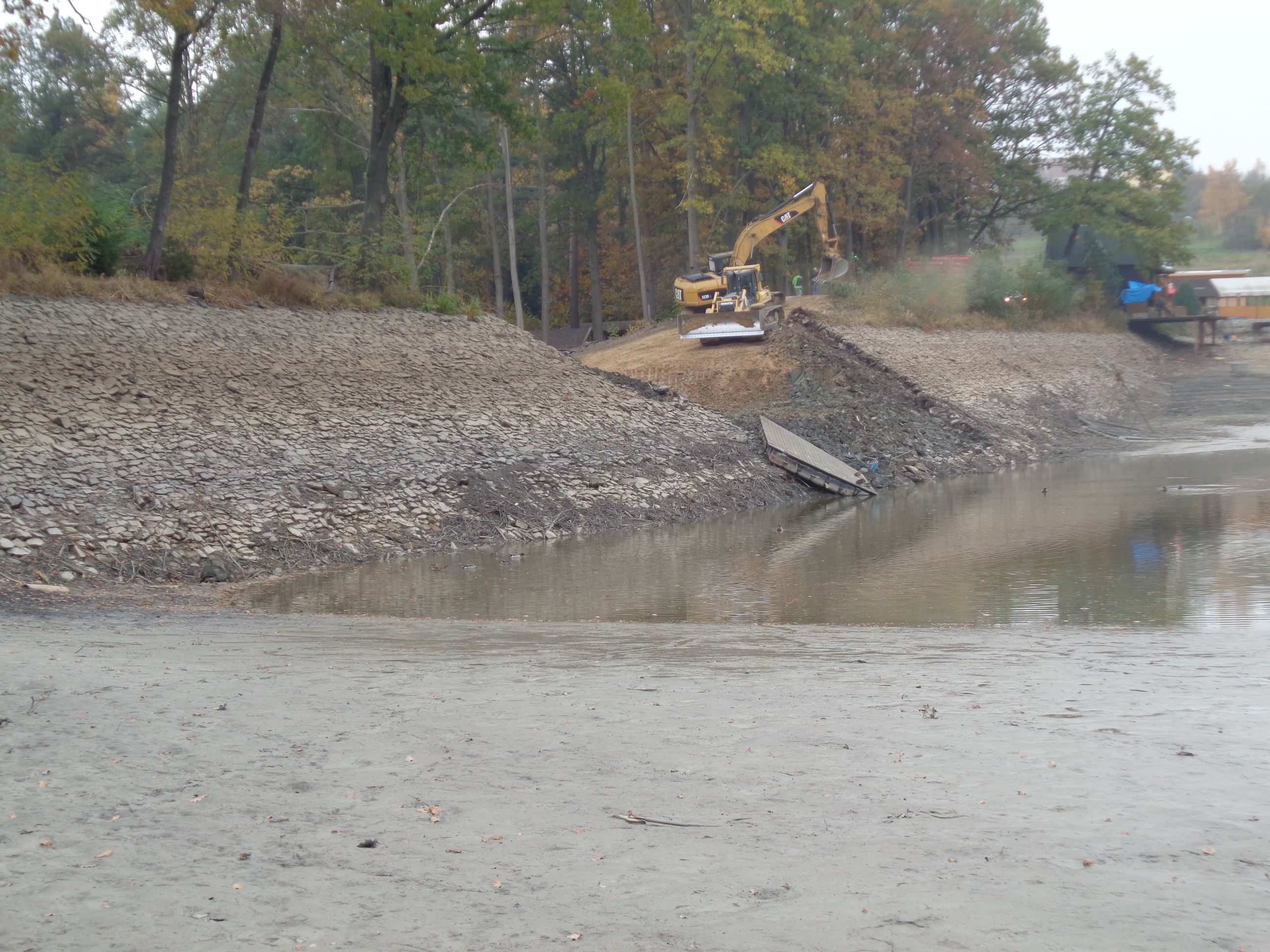
Rekonstrukce hráze 2018

Firma Vodní díla – TBD a.s, která je pověřena výkonem technicko−bezpečnostního dohledu nad vodními díly, provedla dne 2. června 2017 pravidelnou pololetní prohlídku na rybníce, při níž zjistila průsak hráze. K průsaku docházelo u paty hráze, v místě potrubí původní spodní výpusti (v současnosti nefunkční), průsakové množství bylo odhadnuto na 0,5 l/s, prosakující voda byla bez zákalu a výnosu materiálu. Tím byl dosažen I. stupeň povodňové aktivity z hlediska zvláštních povodní (povodně z technického důvodu). Obce Jivno a Hlincová Hora neprodleně provedly úplnou uzavírku komunikace na hrázi rybníka, aby nedocházelo k zatížení a otřesům hráze. Podle majitele Martina Šťastného dochází k propouštění vody po celou dobu, co rybník s rodinou koupili. Majitel hráz zpevnil navezenými kameny a podle odboru životního prostředí v Českých Budějovicích se situace stabilizovala, průsak byl menší a čirý. Při přípravách na rekonstrukci hráze byly pokáceny stromy na hrázi, podle sdružení Jihočeské matky mezi nimi byly i letité duby. Práce na opravě spodní výpusti rybníka Mrhal byly zahájeny v týdnu od 24. 9. 2018. Rybník byl vypuštěn po 57 letech.

## Fauna
Při vypouštění rybníka kvůli opravě spodní výpusti v září 2018 se ukázalo, že Mrhal je biotopem silné populace čtyř druhů vodních mlžů – velevrub malířský (kriticky ohrožený druh), škeble rybničná (silně ohrožený druh), škeble říční a velevrub nadmutý. Celkový počet všech mlžů na rybníce byl odhadnut přibližně na 100 000 jedinců, což podle Odboru životního prostředí, zemědělství a lesnictví KÚ Jihočeského kraje nebylo na rybnících zaznamenáno už přibližně 50 let. Je to způsobeno kombinací několika faktorů – rybník se dlouhodobě nevypouštěl a má dobrou kvalitu vody díky příznivému složení rybí obsádky a díky absenci zdrojů živinové zátěže v povodí. Většina populace mlžů byla po čtyřech dnech intenzivního sběru vysbírána a přesunuta do nových lokalit, částečně také do hlubších partií rybníka. Na rybníce se vyskytuje také silná populace raka říčního – ten byl z důvodu možného ohrožení račím morem ponechán na místě, pouze přesunut mimo provádění stavebních prací.

### Zarybnění
Na rybářském revíru Mrhal je možno chytat tyto ryby: amur, bolen, candát, cejn, jeseter, kapr, karas, mník, okoun, pstruh duhový, štika, sumec, tolstolobik, úhoř.